# Junya Kato
Junya Kato (født 30. december 1994) er en japansk fodboldspiller, som spiller for den japanske fodboldklub Gainare Tottori.